# U-227
U-227 — средняя немецкая подводная лодка типа VIIC времён Второй мировой войны.

## История
Заказ на постройку субмарины был отдан 7 декабря 1940 года. Лодка была заложена 18 октября 1941 года на верфи «Германиаверфт» в Киле под строительным номером 657, спущена на воду 9 июля 1942 года. Лодка вошла в строй 22 августа 1942 года под командованием оберлейтенанта Юргена Кунце.

### Флотилии
- 22 августа 1942 года — 1 апреля 1943 года — 5-я флотилия (учебная)
- 1 — 30 апреля 1943 года — 7-я флотилия

### История службы
Лодка совершила один боевой поход. Успехов не достигла. Потоплена 30 апреля 1943 года к северу от Фарерских островов, в районе с координатами 64°05′ с. ш. 06°40′ з. д. глубинными бомбами с австралийского самолёта типа Hampden. 49 погибших (весь экипаж).